# 학산초등학교 (전남)
학산초등학교는 대한민국 전라남도 영암군 학산면 금계리에 있는 공립 초등학교이다.

## 학교 연혁
- 1926년 9월 28일 학산공립보통학교4년제 개교설립인가 6월 11일
- 1935년 4월 1일 6년제로 개편
- 1938년 4월 1일 학산공립심상소학교로 개칭[1]
- 1941년 4월 1일 학산공립국민학교로 개칭[2]
- 1981년 3월 1일 병설유치원 개칭
- 1996년 3월 1일 학산초등학교로 개칭[3]
- 2017년 9월 1일 제29대 김길용 교장 부임
- 2021년 2월 5일 제92회 졸업장 수여 졸업생(6,372명)

## 학교 상징
- 교화 - 철쭉 : 인내
- 교목 - 동백나무 : 자랑
- 교색 - 녹색 : 희망

## 참고 자료
- 학산초등학교 - 한국교육학술정보원 학교알리미